# Luis Guillermo de Perinat y Elío
Luis Guillermo de Perinat y Elío (* 27. Oktober 1923 in Madrid) ist ein spanischer Diplomat und Politiker.

## Leben
Seine Mutter war Ana de Elío y Gaztelu, die Marquesa de Campo Real, Baronesa de Perinat Baronesa Expelta, condesa vidua de la Cimera y de Goyeneche, († 25. Oktober 1963 in Lausanne) kaufte sich 1925 die Villa Roche-Ronda an der Cuesta del Faro. Nachdem sein Vater Luis Perinat y Terry gestorben war, heiratete seine Mutter Valentín Menéndez y San Juan, VI. conde de la Cimera y VI. conde de Goyeneche, mayordomo de su Majestad, Caballero de la Orden de Calatrava y Maestrante de Zaragoza. Seine Schwester Elia Ana de Perinat y Elío starb am 19. Juli 1938 in der Schweiz bei einem Bergunfall.
Er heiratete Blanca Escrivá de Romani y Morenes, 3ª marquesa de Alginet. Ihre Kinder sind Jaime Perinat y Escrivá de Romaní, 4. marqués de Alginet, Luis Guillermo Perinat y Escrivá de Romaní, Conde de Casal * 24. Mai 1956 und Clara Carvajal y Argüelles.
Unter Außenminister Marcelino Oreja Aguirre war Perinat von 1976 bis 1981 Ambassador to the Court of St James’s, als am 5. April 1977 im Rahmen einer Fischereiquotierung der EWG die spanischen Fischereiboote Argonte und Decampo in britischen Gewässern aufgebracht wurden.
Er war 1983 Präsidentschaftskandidat der AP-PDP der Comunidad Autónoma de Madrid. Er wurde von der Comunidad Autónoma de Madrid am 13. Juni 1983 für die zweite Legislaturperiode für den Senat benannt und am 21. Juni 1983 auf die Verfassung eingeschworen. Er gehörte der Fraktion: Grupo Parlamentario POPULAR EN EL SENADO (GPP) an und war Mitglied der Alianza Popular.
Er war im Ausschuss für auswärtige Angelegenheiten. Vom 14. Juni 1984 bis 23. April 1986 war er stellvertretender Vorsitzender des Senates und vom 27. September 1983 bis 14. Juni 1986 war er Sprecher des Senates.
Er war vom 27. September 1983 bis 23. April 1986 Sprecher der Comision de autonomias y administcion territorial. Er war auch in der dritten Legislaturperiode Senator und wurde am 15. Juli 1986 auf die Verfassung eingeschworen. Er war vom 16. September 1986 bis 6. Juli 1987 Sprecher des Ausschusses für auswärtige Angelegenheiten, er war vom 10. September 1986 bis 6. Juli 1987 Sprecher der gemeinsamen Kommission für die Europäische Wirtschaftsgemeinschaft. Am 6. Juli 1987 trat er als Senator zurück.
In der vierten Legislaturperiode hatte er von Murcia ein Mandat für das Parlament der Asambleas Legislativas de las Comunidades Autónomas von Madrid, in dessen erster Legislaturperiode von 1983 bis 1987.
Er war im Außenministerium, Leiter der Abteilung Nordamerika und atlantische Angelegenheiten. Vom 28. März 1981 bis 1983 war Perinat spanischer Botschafter in der Sowjetunion.
Als Abgeordneter im Europäischen Parlament war er von 21. Januar 1987 bis 5. Juli 1987 Vize-Präsident des Büro des Parlamentes, vom 6. Oktober 1986 bis 5. Juli 1987 einer der stellvertretenden Vorsitzenden der Europäischen Demokraten und vom 6. Juli 1987 bis 24. Juli 1989 Fraktionsmitglied der Europäische Demokraten.
1992 wurde er in den Orden von Malta aufgenommen.
Perinat ist Träger des Konstantinorden.

## Veröffentlichungen
- Luis Guillermo, Perinat, Recuerdos de una vida itinerante. Madrid: Compañía Literaria, 1996. 298 S.